# Cryptocarya yunnanensis
Cryptocarya yunnanensis är en lagerväxtart som beskrevs av Hsi Wen Li. Cryptocarya yunnanensis ingår i släktet Cryptocarya och familjen lagerväxter. Inga underarter finns listade i Catalogue of Life.